# مالكوم جورج بيكر
مالكوم جورج بيكر (بالإنجليزية: Malcolm George Baker)‏ هو قاتل فترة أسترالي، ولد في 13 أغسطس 1947 في سيدني في أستراليا.